# Brittiska Formel Renault 2004
Brittiska Formel Renault 2004 kördes över 20 heat 2004, med Mike Conway som mästare.

## Delsegrare
| Bana           | Vinnare            | Vinnare        |
| -------------- | ------------------ | -------------- |
| Thruxton       | Mike Conway        | Mike Conway    |
| Brands Hatch   | Westley Barber     | Westley Barber |
| Silverstone    | Alex Storckenfeldt | Mike Conway    |
| Oulton Park    | Sean McIntosh      | Westley Barber |
| Thruxton       | Westley Barber     | Mike Conway    |
| Croft          | Mike Conway        | Mike Conway    |
| Knockhill      | Paul di Resta      | Westley Barber |
| Brands Hatch   | Paul di Resta      | Paul di Resta  |
| Snetterton     | Mike Conway        | Mike Conway    |
| Donington Park | Westley Barber     | Paul di Resta  |

## Slutställning
| Plats | Förare             | Poäng |
| ----- | ------------------ | ----- |
| 1     | Mike Conway        | 518   |
| 2     | Westley Barber     | 426   |
| 3     | Paul di Resta      | 415   |
| 4     | Alex Storckenfeldt | 286   |
| 5     | Susie Stoddart     | 284   |
| 6     | Sean McIntosh      | 268   |
| 7     | Stuart Hall        | 267   |
| 8     | Oliver Jarvis      | 253   |